# Charles Webster Leadbeater
Charles Webster Leadbeater (/lɛdˌbɛtər/; 16 tháng 2 năm 1854 hoặc 1847 – 1 tháng 3 năm 1934) là một thành viên của Hội Thông thiên học, tác giả của nhiều sách về khoa học huyền bí. Ban đầu là một linh mục của Giáo hội Anh, niềm hứng thú với thông linh học đã mang ông đến với Hội Thông thiên học, nơi ông được Chân sư Kuthumi nhận làm đệ tử, gặp bà Helena Blavatsky và sau đó là bà Annie Besant. Trong suốt thời gian hoạt động, ông là một nhà Thông thiên học rất nổi tiếng, viết hơn 69 quyển sách và tài liệu và duy trì thường xuyên việc thuyết giảng.

## Những năm đầu
Theo Gregory John Tillett, Leadbeater sinh năm 1854 tại Stockport, Cheshire, tuy nhiên theo tự thuật của Leadbeater thì ông sinh năm 1847. Cha ông, Charles Sr. sinh tại Lincoln và mẹ ông, Emma, sinh tại Liverpool. Ông là con một. Năm 1861 gia đình chuyển tới Luân Đôn, nơi cha ông là nhân viên văn phòng của một nhà thầu đường sắt. Năm 1862, cha ông chết vì bệnh lao. Bốn năm sau một ngân hàng mà gia đình ông gửi tiết kiệm bị phá sản. Không có tài chính vào đại học Leadbeater tìm kiếm công việc ngay sau khi tốt nghiệp từ trường trung học để chu cấp cho mẹ và bản thân. Ông làm nhiều công việc văn phòng. Ông tự học phần lớn vào buổi tối. Ví dụ, ông học và thiên văn học đã có một kính thiên văn phản xạ 12-inch (rất đắt vào thời đó) để quan sát các thiên đường vào ban đêm. Ông cũng học tiếng Pháp, Latin và tiếng Hy Lạp.
Cậu ông, giáo sư William Wolfe Capes, là một mục sư Anh giáo nổi tiếng. Năm 1879 Leadbeater được phong linh mục Anh giáo tại Farnham bởi Giám mục của Winchester. Năm 1881, ông đã sống với người mẹ góa của mình tại Bramshott trong một ngôi nhà mà cậu của ông đã xây dựng nơi ông là "Cha phó của Bramshott". Ông là một mục sư, và giáo viên, được nhớ đến như là "một người đàn ông hoạt bát và vui vẻ và tốt bụng". Khoảng thời gian này, sau khi đọc về các buổi ngồi đồng của đồng tử có uy tín Daniel Dunglas Home (1833-1886), Leadbeater đã bắt đầu quan tâm đến thông linh học.

## Hội Thông thiên học
Mối quan tâm đến Thông thiên học của ông đã được kích thích bởi quyển sách Occult World của A. P. Sinnett, và ông gia nhập Hội Thông thiên học năm 1883. Năm kế tiếp ông gặp Helena Petrovna Blavatsky khi bà đến Luân Đôn, bà nhận ông làm học trò và ông bắt đầu ăn chay trường. Khoảng thời gian này, ông đã viết một lá thư cho Chân sư Kuthumi, xin được làm đệ tử của ngài. Không lâu sau đó, ông nhận được một hồi âm khích lệ ông đi đến Ấn Độ; và ngay sau đó ông đã đến Adyar vào đầu năm 1884. Ông viết rằng, khi ở Ấn Độ, ông đã được thăm hỏi và đào tạo từ các "Chân sư" mà bà Blavatsky xem là nguồn cảm hứng đằng sau việc hình thành Hội Thông thiên học, và bí mật dẫn dắt Hội. Đây là khởi đầu của một sự nghiệp lâu dài với Hội Thông thiên học.
Trong năm 1885, Leadbeater đi công tác với Henry Steel Olcott (1832-1907), chủ tịch đầu tiên của Hội Thông thiên học, đến Miến Điện và Ceylon (nay là Sri Lanka). Tại Ceylon họ thành lập Học viện Phật giáo Anh ngữ, với Leadbeater ở đó làm hiệu trưởng đầu tiên trong điều kiện rất khắc khổ. Trường học dần dần được mở rộng để trở thành đại học Ananda, mà ngày nay đã có hơn 6.000 sinh viên và có một tòa nhà được đặt tên theo Leadbeater. Sau khi bà Blavatsky rời Adyar năm 1886 để trở lại châu Âu và hoàn tất viết quyển Giáo lý bí truyền (The Secret Doctrine), Leadbeater tuyên bố đã phát triển được thông nhãn, tức là khả năng nhìn thấy được thế giới vô hình.
Vào năm 1889, Sinnett nhờ Leadbeater quay trở lại Anh dạy kèm con trai mình và George Arundale (1878-1945). Ông đồng ý và dẫn theo một học sinh của mình là Curuppumullage Jinarajadasa (1875-1953). Mặc dù khó khăn vì nghèo, Leadbeater vẫn xoay xở để gửi cả Arundale và Jinarajadasa đến đại học Cambridge. Cả hai sau này đều trở thành những Hội trưởng quốc tế của Hội Thông thiên học. Sau khi H. P. Blavatsky chết năm 1891, Annie Besant (1847-1933), đã lãnh đạo Hội Thông thiên học cùng với đại tá Olcott. Bà Besant gặp Leadbeater vào năm 1894. Năm tiếp theo bà ấy mời ông đến sống tại Trụ sở Chi Hội Thông thiên học Luân đôn.

## Sự nghiệp
Trong suốt sự nghiệp viết lách và thuyết trình của mình, Leadbeater đã viết khoảng 69 quyển sách và tài liệu trong khoảng thời gian từ năm 1895 đến khi chết vào năm 1934. Hai tựa sách đáng chú ý, Cõi Trung giới và Cõi Thượng giới (hay Thế giới Thiên đường) đều viết về các cõi giới mà linh hồn trải qua sau khi chết. Lần đầu tiên trong giới huyền môn, một cuộc điều tra chi tiết về toàn Cõi Trung giới đã được thực hiện. Cách thức thực hiện được xem là tương tự như một nhà thực vật học sẽ tiến hành phân loại các cây thân gỗ, cây thân thảo và cây bụi trong rừng Amazon, rồi viết một quyển lịch sử thực vật của khu rừng. Vì lý do này, quyển sách Cõi Trung giới được xem như một cột mốc lịch sử huyền môn, và có một vị Chân sư mong muốn lưu giữ bản thảo của nó trong số những quyển sách đáng ghi nhớ của thế giới.
Ông viết rất nhiều sách sử dụng thông nhãn, là khả năng nhìn thấy các cõi giới, sự vật vô hình với mắt thường, mà Thông thiên học cho rằng tiềm tàng trong mỗi người và sẽ tự động phát lộ khi đạt mức độ tiến hóa nhất định. Điểm nổi bật trong sự nghiệp viết của ông bao gồm các chủ đề như: sự tồn tại của một Thượng đế nhân từ, các Chân sư Minh triết, đời sống sau khi chết, sự bất tử của linh hồn con người, Luật Nhân quả, phát triển các năng lực nhãn thông, bản chất của tư tưởng, giấc mơ, việc ăn chay, Huyền môn Cơ Đốc giáo. Ông cũng đã trở thành một trong những diễn giả nổi tiếng nhất của Hội Thông thiên học trong nhiều năm và từng là Thư ký của Chi hội Luân Đôn.

## Phát hiện raKrishnamurti
Năm 1909 Leadbeater "phát hiện" ra thiếu niên mười bốn tuổi Jiddu Krishnamurti (về sau trở thành một nhà tư tưởng nổi danh của thế kỷ 20) trên bãi biển của trụ sở tại Adyar. Jiddu đã đến bãi biển đó khi cha làm việc cho hội và sống ven bờ. Leadbeater nói rằng Krishnamurti có hào quang rất thanh khiết và tin rằng Krishnamurti sẽ là một "phương tiện" cho Đức Maitreya, đấng mà ông và nhiều nhà Thông thiên học đang mong đợi. Như Moses, Phật Thích ca, Zarathustra (Zoroaster), Jesus người Nazareth, và Muhammad ibn 'Abdullah, vị thầy mới được cho là sẽ giảng dạy một tôn giáo mới. Leadbeater đặt bí danh Alcyone cho Krishnamurti và đã thực hiện điều tra (bằng nhãn thông) và ghi lại 48 kiếp sống trước của Krishnamurti vào quyển sách "Những kiếp sống của Alcyone". Leadbeater ở trong Ấn Độ cho đến năm 1915 trông nom việc giáo dục của Krishnamurti; sau đó ông đã đến sống tại Úc.

## Tại nước Úc

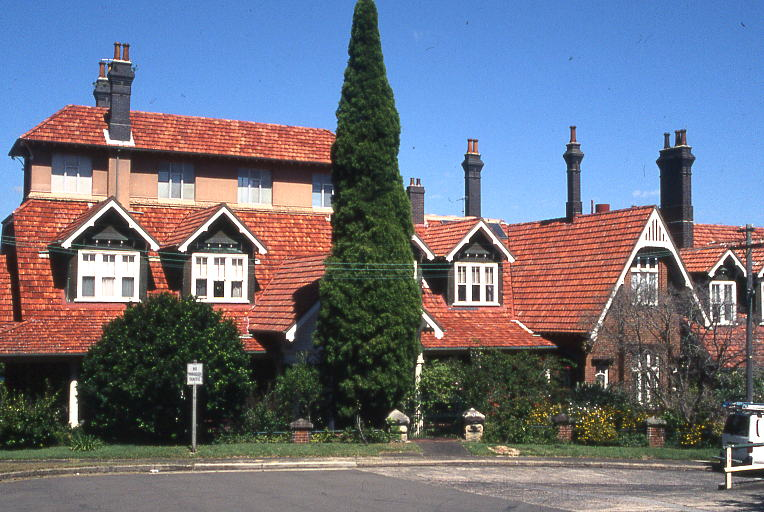
[//en.wikipedia.org/wiki/The_Manor_(Mosman) Trang viên], Sydney, mà Leadbeater ở lại từ năm 1922 để 1929

Leadbeater chuyển đến Sydney năm 1915. Sự hiện diện của Leadbeater đã giúp gia tăng sự quan tâm của công chúng đến Thông thiên học ở Úc và New Zealand và Sydney có thể được so sánh với Adyar như một trung tâm hoạt động của Thông thiên học. 
Năm 1922 Hội Thông thiên học bắt đầu thuê một tòa nhà được gọi là Trang viên ở ngoại ô Mosman của Sydney. Leadbeater đã cư trú và là giám đốc của một cộng đồng các nhà thông thiên học. Tòa nhà đã trở thành một địa điểm tập trung lớn và đã được coi là một ngôi nhà huyền môn. Tại đây ông đào tạo những học viên mới trong đó có Clara Codd, một nhà Thông thiên học và Dora van Gelder, một nhà thông nhãn và cũng là Chủ tịch tương lai của Hội Thông thiên học Mỹ trong những năm 1975-1987.

## Di sản
Leadbeater là một nhà huyền bí học và Thông thiên học nổi tiếng và có ảnh hưởng đến Tân Kỷ nguyên bởi các tác phẩm được viết dưới góc nhìn của thông nhãn, bao gồm các sách như Thông thiên học khái lược, Cõi Trung giới, Cõi Thượng giới, Các luân xa và Con người, hữu hình và vô hình lần lượt viết về các nguyên tắc cơ bản của Thông thiên học, hai cõi giới con người đi qua sau khi "chết", hệ thống luân xa và hào quang của con người.

## Một số tác phẩm
- Dreams (What they are and how they are caused) (1893)
- Theosophical Manual Nº5: The Astral Plane (Its Scenery, Inhabitants and Phenomena)(1896)
- Theosophical Manual Nº6: The Devachanic Plane or The Heaven World Its Characteristics and Inhabitants (1896)
- Invisible Helpers (1896)
- Reincarnation (1898)
- Our Relation to Our Children (1898)
- Clairvoyance (1899)
- Thought Forms (with Annie Besant) (1901)
- An Outline of Theosophy (1902)
- Man Visible and Invisible (1902)
- Some Glimpses of Occultism, Ancient and Modern (1903)
- The Christian Creed (1904)
- Occult Chemistry (with Annie Besant) (1908)
- The Inner Life (1911)
- The Perfume of Egypt and Other Weird Stories (1911)
- The Power and Use of Thought (1911)
- The Life After Death and How Theosophy Unveils It (1912)
- A Textbook of Theosophy (1912)
- Man: Whence, How and Whither (with Annie Besant) (1913)
- Vegetarianism and Occultism (1913)
- The Hidden Side of Things (1913)
- Australia & New Zealand: Home of a new sub-race (1916)
- The Monad and Other Essays Upon the Higher Consciousness (1920)
- The Inner Side Of Christian Festivals (1920)
- The Science of the Sacraments (1920)
- The Lives of Alcyone (with Annie Besant) (1924)
- The Liturgy According to the Use of the Liberal Catholic Church (with J.I. Wedgwood) (Second Edition) (1924)
- The Masters and the Path (1925)
- Talks on the Path of Occultism (1926)
- Glimpses of Masonic History (1926) (later pub 1986 as Ancient Mystic Rites)
- The Hidden Life in Freemasonry (1926)
- The Chakras (1927) (published by the Theosophical Publishing House, Wheaton, Illinois, USA)
- Spiritualism and Theosophy Scientifically Examined and Carefully Described (1928)
- The Noble Eightfold Path (1955)
- Messages from the Unseen (1931)

## Một số tiên đoán
Theo Leadbeater, trong những điều kiện nhất định, năng lực tâm linh của con người có thể nhìn thấy được tương lai. Trong một số quyển sách ông đã có những mô tả về các sự kiện tương lai mà ông tuyên bố đã nhìn thấy được:
Trong chương XXVI quyển ‘Man: Whence, How and Whither’ (1913): "Nhật báo đã biến mất- hay ta có thể nói là nó tồn tại dưới một hình thức tiên tiến hơn. Để dễ hiểu ta phải tưởng tượng rằng mỗi một nhà đều có một loại máy móc kết hợp giữa điện thoại và máy ghi băng. Chiếc máy này được kết nối đến một phòng trung tâm ở thủ đô, và không những người ta có thể nói qua nó như một chiếc điện thoại, mà những gì được viết hay vẽ và đưa vào hộp của chiếc máy lớn trung tâm sẽ được hiển thị lại trên những chiếc máy tại mỗi nhà. Đây là cách mà báo chí được mang đến mọi nhà. Ta có thể nói rằng mỗi người đều có một tờ báo được in tại nhà."
(Nguyên văn: "The daily newspaper has disappeared– or perhaps we may rather say that it survives in a much amended form. To make it comprehensible it must be premised that in each house there is a machine which is a kind of combination of a telephone and recording tape-machine. This is in connection with a central office in the capital city, and is so arranged that not only can one speak through it as through a telephone, but that anything written or drawn upon a specially prepared plate and put into the box of the large machine at the central office will reproduce itself automatically upon slips which fall into the box of the machine in each of the houses. What takes the place of the morning newspaper is managed in this way. It may be said that each person has his newspaper printed in his own house.")
Mô tả này có thể phù hợp với hình thức báo điện tử trên mạng Internet ngày nay.
Trong chương XXVI quyển ‘Man: Whence, How and Whither’ (1913): "Tại thư viện trung tâm có một số phòng nhỏ như các tủ điện thoại, trong đó mỗi sinh viên có thể lấy ra bản ghi của bất kỳ sự kiện lịch sử lớn nào, và bằng cách cho nó chạy trên một chiếc máy họ có thể xem được toàn bộ hình ảnh và âm thanh, với đúng các nhân vật và giọng điệu, từ ngữ mà họ đã nói ra." (Nguyên văn: "In the central library there are certain small rooms somewhat like telephone-cabinets, into which students can take the record of any prominent event in history, and by putting it into a machine and setting that in motion they can have the whole scene reproduced audibly and visibly, with the exact presentment of the appearance of the actors, and their words in the very tones in which they were spoken.") Mô tả này có thể phù hợp với máy vi tính và các phương tiện lưu trữ di động ngày nay.
Trong chương XXVII quyển ‘Man: Whence, How and Whither’ (1913): "Đất nước (Ấn Độ) chia thành hai hay ba nước lớn, nhưng vẫn thuộc về cùng một Đế quốc vĩ đại" (Nguyên văn: "The country groups itself into two or three big kingdoms, but is still part of the one great Empire.") Mô tả này có thể phù hợp với việc Ấn Độ đã bị (Anh quốc) chia thành Ấn Độ và Pakistan năm 1947, và sau đó Bangladesh tách khỏi Pakistan vào năm 1971.